# Enciclopedia Práctica

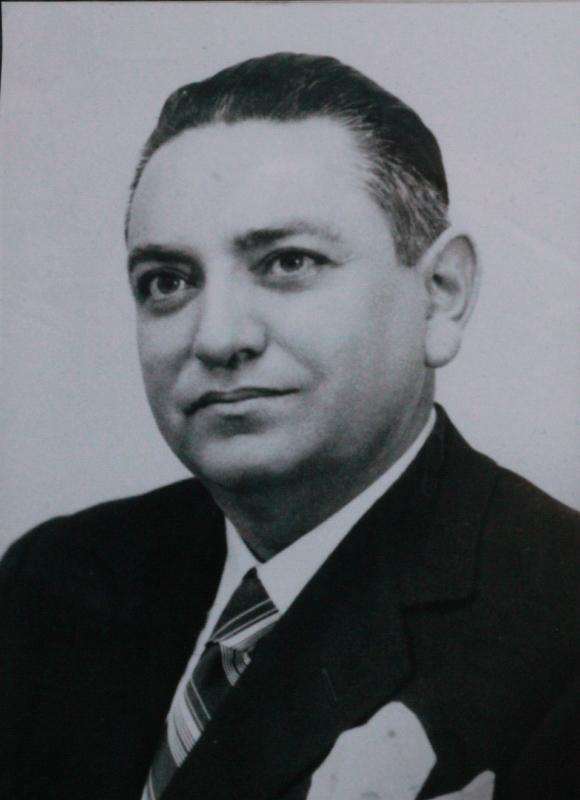
Antonio Fernández Rodríguez

La Enciclopedia Práctica fue un conjunto de libros de texto que gozó de gran reconocimiento en la Escuela Primaria española desde finales de los años cuarenta hasta los sesenta. Antonio Fernández Rodríguez, su autor, fue maestro, escritor e Inspector de Enseñanza Primaria del entonces Ministerio de Educación Nacional.

## Historia
Este trabajo enciclopédico tuvo una amplia resonancia en las escuelas y sus enseñanzas obtuvieron una calurosa acogida entre el magisterio.
La editorial Miguel A. Salvatella publicó los textos y el material escolar de la Enciclopedia Práctica, que si bien no tenía el monopolio de libros, manuales y materiales de enseñanza de la época, fue una de las más publicadas.

## Los textos
Los libros escolares de la Enciclopedia Práctica comprendían las siguientes obras:
- Enciclopedia Práctica del Párvulo (I, II, y III). La Senda de Jesús (I), Como en los cuentos de Hadas (II), y Un libro maravilloso (III).
- Enciclopedia Práctica: Grado Preparatorio.[2] Texto del Ciclo Primero del Período Elemental.
- Enciclopedia Práctica: Grado Elemental.[3] Texto del Segundo Ciclo del Período Elemental.
- Enciclopedia Práctica: Grado Medio.[4] Texto del Tercer Ciclo del Período Elemental. Es el libro correspondiente al Período de Perfeccionamiento de la Enciclopedia Didáctica.
- Enciclopedia Práctica: Grado Superior. Recoge en setecientas páginas el monumento didáctico que es la Enciclopedia Práctica.
- Enciclopedia Práctica: Compendio. Obra pensada para las Escuelas Preparatorias de Ingreso a Institutos y Seminarios.
- Enciclopedia Práctica: Libro del Maestro (I y II). Solución de ejercicios y preparación de las lecciones correspondientes a los Grados Preparatorio, Elemental, Medio y Superior junto con normas prácticas de metodología y organización escolar.

La Enciclopedia contenía materias como Historia de España, Lengua Castellana, Aritmética, Geometría, Geografía, Ciencias Naturales, Doctrina Cristiana, Historia Sagrada, o Doctrina del Movimiento Nacional.
Contaba además con libros complementarios para los maestros. Estos recogían sugerencias y las soluciones a los ejercicios propuestos para los Grados Preparatorio, Elemental, Medio y Superior junto con normas prácticas de metodología y organización escolar.
Los libros de texto fueron ilustrados por Fernández Collado y Juan Navarro Higuera, llegando a publicarse numerosas reediciones de los mismos.